# 1510 aux échecs
| Années des échecs : 1507 - 1508 - 1509 - 1510 - 1511 - 1512 - 1513    |
| Décennies des échecs : 1480 - 1490 - 1500 - 1510 - 1520 - 1530 - 1540 |

Cet article présente les faits marquants de l'année 1510 aux échecs.

## Divers
- Marco Girolamo Vida écrit un poème (Scacchia Ludus) où il est fait mention, pour la première fois, d’une déesse du jeu d’échecs[1].
- Date admise de la création de la tapisserie bruxelloise « Le jardin d'Amour », représentant notamment une partie d'échecs[Note 1],[2]